# Biblioteca John Carter Brown
La Biblioteca John Carter Brown es una biblioteca independientemente financiada de historia y las humanidades en el campus de Universidad Brown en Providence, Rhode Island. Las colecciones de libros, manuscritos, y mapas raros abarcan una variedad de temas relacionados con la historia de exploración y colonización de parte de europeos en el Nuevo Mundo hasta 1825.

## Historia
La Biblioteca comenzó en el siglo diecinueve como una colección privada de John Carter Brown (1797–1874) con la idea que sería una colección de libros escritos sobre el descubrimiento del Nuevo Mundo en vez de una inversión financiera o un adorno para un hombre rico. Brown empezó a desarrollar su colección en 1846. Después de que muriera John Carter Brown, su esposa Sophia Augusta Brown continuo a colectar con el consejo de John Russell Bartlett (quién fue un bibliotecario informal) y Rush Hawkins. El interés de coleccionismo se transmitió a su hijo, John Nicholas Brown (1861–1900). Antes de que muriera John Nicholas Brown, la Biblioteca John Carter Brown fue mantenida en un cuarto a prueba de fuego en la casa de la familia Brown en 1792 Nightingale-Brown. El testamento de John Nicholas Brown mando a sus herederos que establecieran la colección, en un sitio permanente de su elección para albergarla, dentro de los cuatro años de su muerte. Eligieron Brown University (nombrado en honor del padre de John Carter Brown, Nicholas Brown, Jr.).

## Alcance y materiales
La colección de la Biblioteca John Carter Brown consta de más de 50 000 libros escritos sobre ambas América del Norte y del Sur hasta aproximadamente el fin de la era colonial en las Américas, y alrededor de 16 000 libros de referencia especializada que proveen información suplementaria sobre los materiales en la Biblioteca. La Biblioteca también posee una extensa colección de impresiones, manuscritos, y mapas del Nuevo Mundo.
La colección de la Biblioteca John Carter Brown empieza cronológicamente en el siglo quince con ediciones de la celebrada "carta" de Colón al tribunal español que anuncia el descubrimiento de tierras al oeste. La Biblioteca alberga una de las más grandes colecciones de libros impresos en Norteamérica británica antes de 1800, la colección más completa del mundo de trabajos mexicanos impresos antes de 1600 (incunables), la colección más grande de trabajos impresos relacionados con Brasil antes de 1820, una colección de fuentes impresas para el estudio de Canadá y el Caribe, y casi tres cuartos de todos los materials conocidos en lenguas indígenas de Norteamérica y Sudamérica desde el periodo colonial, y la colección más grande de panfletos políticos producidos en el tiempo de la revolución estadounidense.
Materiales destacados de la colección incluyen la mejor preservada copia entre once existentes del Libro de Salmo de la Bahía, el primer libro impreso en Norteamérica británica, un First Folio Folio de Shakespeare, hojas de la Biblia de Gutenberg, una copia de la primera biblia impresa en Norteamérica británica, uno de cuatro copias sobrevivientes de "A Dissertation on Liberty and Necessity, Pleasure and Pain" por  Benjamin Franklin, uno de dos copias del Tovar Códice (ilustrado a mano) que es una importante fuente del siglo dieciséis acerca de la cultura azteca, y una copia de Vocabulario en lengua castellana y mexicana, el primer diccionario publicado en el Nuevo Mundo.
También contiene muchos mapas importantes e impresos relacionados al Nuevo Mundo. Entre estos mapas esta uno de los primeros intentos impresos de mostrar América en cartografía (conocido como el mapa Stevens-Brown, un prototipo del Orbis Typus hecho en 1513); el primer mapa imprimido de la Ciudad de México después de que Hernán Cortés la colonizó, construido en las ruinas de la capital azteca, Tenochtitlán; el primer plan imprimido de un establecimiento europeo en lo que es ahora los Estados Unidos (un plan de Fort Caroline construido por colonizadores Huguenot en 1565 cerca de Jacksonville, Florida); y uno de los primeros mapas, atribuido a Louis Joliet, que muestra la exploración francesa del Río Misisipi.
En 2012, un grupo de estudiantes y investigadores descifraron un ensayo codificado que fue escrito por Roger Williams en el margen de un libro de la Biblioteca. Este ensayo, hasta ahora conocido como su último, se trata de un debate teológico acerca del bautismo y conversión de indígenas al cristianismo.

## Edificio
La Biblioteca está albergada en un edificio del estilo Beaux-Arts y fue diseñado por los arquitectos Shepley, Rutan, y Coolidge. La construcción del edificio, diseñado por los arquitectos Hartman-Cox de Washington D. C., se terminó en 1904 y fue expandido en 1990 con fondos donados por Finn M. W. Caspersen (B.A. 1963), un filántropo y alumbre de Brown. El edificio es conocido como el "Edificio Caspersen" en honor de los padres de Caspersen. Está localizado en el centro del campus en Brown University.

## Archivo de imágenes americanas
El Archivo de Imágenes Americanas origina de los materiales del período moderno temprano en la Biblioteca John Carter Brown. Este repositorio apoya académicos en su búsqueda de imágenes contemporáneas para ilustrar sus hallazgos y para facilitar el estudio de imágenes históricas independientemente y en contexto apropiado. Es un recurso único para académicos que estudian imágenes, productores de documentales, y otros buscando material para uso comercial. Muchos de estas imágenes americanas provienen los libros impresos en el periodo moderno temprano que nunca se habían reproducido.
Desde agosto de 2014, el repositorio—qué también incluye una Colección de Mapas, Colección de Caricaturas Políticas, y John Russell Bartlett Colección de la Frontera—tiene casi 11 270 imágenes y sigue creciendo. Las imágenes en este archivo están acompañadas por extensa información bibliographica y descriptiva y provienen de libros en idiomas europeas, y algunas indígenas, de antes de 1825.

## Bibliotecarios
Neil Safier ha sido el director y bibliotecario de la Biblioteca John Carter Brown desde el año 2013. Safier estuvo precedido por: Edward L. Widmer (2006–2012); Norman Fiering (1983–2006); Thomas R. Adams (1958–1982); Lawrence C. Wroth (1924–1957); Worthington C. Ford (1917–1922); Champlin Burrage (1916); George Parker Winship (1895–1915).